# دوبرووودا (استان اشوی‌داشکسیه)
دوبرووودا (به لهستانی: Dobrowoda) یک منطقهٔ مسکونی در لهستان است که در گمینا بوسکو-زدروی واقع شده‌است. دوبرووودا ۴۷۰ نفر جمعیت دارد.